# Hunter Freeman
Hunter Freeman (ur. 8 stycznia 1985 w Tyler w stanie Teksas) – amerykański piłkarz występujący na pozycji obrońcy lub pomocnika.
W MLS rozegrał 125 spotkań i zdobył dwie bramki.